# Acleris
Acleris is een geslacht van vlinders uit de familie van de bladrollers (Tortricidae).

## Soorten
- A. abietana (Hübner, 1819) - dennenboogbladroller
- A. aenigmana Powell, 1964
- A. aestuosa Yasuda, 1965
- A. affinatana (Snellen, 1883)
- A. albicomana (Clemens, 1865)
- A. albinvia Heppner, 2015
- A. albiscapulana (Christoph, 1881)
- A. albopterana Liu & Bai, 1993
- A. alnivora Oku, 1956
- A. amurensis (Caradja, 1928)
- A. arcticana (Guenee, 1845)
- A. arcuata (Yasuda, 1975)
- A. argyrograpta Razowski, 2003
- A. askoldana (Christoph, 1881)
- A. aspersana (Hübner, 1814) - bruingele boogbladroller
- A. atayalicana Kawabe, 1989
- A. atomophora Diakonoff, 1976
- A. auricaput Razowski, 1971
- A. aurichalcana (Bremer, 1865)
- A. avicularia Razowski, 1964
- A. bacurana (Turati, 1934)
- A. baleina Razowski & Trematerra, 2010
- A. bengalica Razowski, 1964
- A. bergmanniana (Linnaeus, 1758) - gouden boogbladroller
- A. bicolor Kawabe, 1963
- A. blanda (Yasuda, 1975)
- A. boscanoides Razowski, 1959
- A. bowmanana (McDunnough, 1934)
- A. braunana (McDunnough, 1934)
- A. britannia Kearfott, 1904
- A. bununa Kawabe, 1989
- A. busckana (McDunnough, 1934)
- A. caerulescens (Walsingham, 1900)
- A. caledoniana (Stephens, 1852)
- A. caliginosana (Walker, 1863)
- A. cameroonana Razowski, 2012
- A. capizziana Obraztsov, 196
- A. caucasica (Filipjev, 1962)
- A. celiana (Robinson, 1869)
- A. cervinana (Fernald, 1882)
- A. chalybeana (Fernald, 1882)
- A. chionocentra (Meyrick, 1908)
- A. chloroma Razowski, 1993
- A. clarkei Obraztsov, 1963
- A. comandrana (Fernald, 1892)
- A. comariana (Lienig & Zeller, 1846) - okergele driehoekbladroller
- A. compsoptila (Meyrick, 1923)
- A. conchyloides (Walsingham, 1900)
- A. coniferarum (Filipjev, 1962)
- A. cornana (McDunnough, 1933)
- A. crassa Razowski & Yasuda, 1964
- A. crataegi (Kuznetzov, 1964)
- A. cribellata Falkovitsh, 1965
- A. cristana (Denis & Schiffermuller, 1775) - diamantborsteltje
- A. curvalana (Kearfott, 1907)
- A. dealbata (Yasuda, 1975)
- A. decolorata Razowski, 1964
- A. delicata (Yasuda & Kawabe, 1980)
- A. delicatana (Christoph, 1881)
- A. dentata (Razowski, 1966)
- A. denticulosa Diakonoff, 1976
- A. diadecta Razowski, 2003
- A. diaphora Razowski, 2003
- A. dispar (Liu & Bai, 1987)
- A. dryochyta (Meyrick, 1937)
- A. duoloba Razowski, 2003
- A. duracina Razowski, 1974
- A. effractana (Hübner, 1799)
- A. elaearcha (Meyrick, 1908)
- A. elegans Oku, 1956
- A. emargana (Fabricius, 1775) - gehakkelde bladroller
- A. emera Razowski, 1993
- A. enitescens (Meyrick, 1912)
- A. expressa (Filipjev, 1931)
- A. exsucana (Kennel, 1901)
- A. extensana (Walker, 1863)
- A. extranea Razowski, 1975
- A. ferox (Razowski, 1975)
- A. ferrugana (Denis & Schiffermuller, 1775) - lichte boogbladroller
- A. ferrumixtana (Benander, 1934)
- A. filipjevi Obraztsov, 1956
- A. fimbriana (Thunberg & Becklin, 1791)
- A. fistularis Diakonoff, 1976
- A. flavivittana (Clemens, 1864)
- A. flavopterana Liu & Bai, 1993
- A. foliana (Walsingham, 1879)
- A. forbesana (McDunnough, 1934)
- A. formosae Razowski, 1964
- A. forsskaleana (Linnaeus, 1758) - kleine boogbladroller
- A. fragariana Kearfott, 1904
- A. fuscopterana Liu & Bai, 1993
- A. fuscopunctata (Liu & Bai, 1987)
- A. fuscotogata (Walsingham, 1900)
- A. ganeshia Razowski, 2012
- A. gatesclarkei Kawabe, 1992
- A. gibbopterana Liu & Bai, 1993
- A. glaucomis (Meyrick, 1908)
- A. gloveranus (Walsingham, 1879)
- A. gobica Kuznetzov, 1975
- A. gothena Razowski, 2012
- A. griseopterana Liu & Bai, 1993
- A. hapalactis (Meyrick, 1912)
- A. harenna Razowski & Trematerra, 2010
- A. hastiana (Linnaeus, 1758)- kameleonbladroller
- A. helvolaris (Liu & Bai, 1987)
- A. hippophaeana (Heyden, 1865)
- A. hispidana (Christoph, 1881)
- A. hohuanshana Kawabe, 1989
- A. hokkaidana Razowski & Yasuda, 1964
- A. holmiana (Linnaeus, 1758) - rode driehoekbladroller
- A. hudsoniana (Walker, 1863)
- A. hyemana (Haworth, 1811) - variabele heidebladroller
- A. idonea Razowski, 1972
- A. imitatrix (Razowski, 1975)
- A. implexana (Walker, 1863)
- A. inana (Robinson, 1869)
- A. incognita Obraztsov, 1963
- A. indignana (Christoph, 1881)
- A. issikii Oku, 1957
- A. japonica (Walsingham, 1900)
- A. kearfottana (McDunnough, 1934)
- A. keiferi Powell, 1964
- A. kerincina Razowski, 2012
- A. kinangopana Razowski, 1964
- A. klotsi Obraztsov, 1963
- A. kochiella (Goeze, 1783) - iepenbladroller
- A. kodamai Yasuda, 1965
- A. kuznetzovi Razowski, 1989
- A. lacordairana (Duponchel, 1836)
- A. laterana (Fabricius, 1794) - variabele driehoekbladroller
- A. leechi (Walsingham, 1900)
- A. leucophracta (Meyrick, 1937)
- A. lipsiana (Denis & Schiffermuller, 1775) - grijze boogbladroller
- A. literana (Linnaeus, 1758) - groene boogbladroller
- A. logiana (Clerck, 1759) - witte boogbladroller
- A. longipalpana (Snellen, 1883)
- A. lorquiniana (Duponchel, 1835) - satijnboogbladroller
- A. loxoscia (Meyrick, 1907)
- A. lucipara Razowski, 1964
- A. lucipeta Razowski, 1966
- A. luoyingensis Kawabe, 1992
- A. lutescentis (Liu & Bai, 1987)
- A. maccana (Treitschke, 1835)
- A. macdunnoughi Obraztsov, 1963
- A. macropterana Liu & Bai, 1993
- A. maculidorsana (Clemens, 1864)
- A. maculopterana Liu & Bai, 1993
- A. malagassana Diakonoff, 1973
- A. matthewsi Razowski, 1986
- A. maximana (Barnes & Busck, 1920)
- A. medea Diakonoff, 1976
- A. micropterana Liu & Bai, 1993
- A. minuta (Robinson, 1869)
- A. monagma Diakonoff, 1976
- A. mundana Kuznetzov, 1979
- A. nakajimai Kawabe, 1992
- A. napaea (Meyrick, 1912)
- A. nectaritis (Meyrick, 1912)
- A. negundana (Busck, 1940)
- A. nigrilineana Kawabe, 1963
- A. nigriradix (Filipjev, 1931)
- A. nigrolinea (Robinson, 1869)
- A. nigropterana Liu & Bai, 1993
- A. nishidai Brown, 2008
- A. nivisellana (Walsingham, 1879)
- A. notana Donovan, (1806) - oranje boogbladroller
- A. obligatoria Park & Razowski, 1991
- A. obtusana (Eversmann, 1844)
- A. ochropicta Razowski, 1975
- A. ochropterana Liu & Bai, 1993
- A. okanagana (McDunnough, 1940)
- A. ophthalmicana Razowski & Yasuda, 1964
- A. orphnocycla (Meyrick, 1937)
- A. osthelderi (Obraztsov, 1949)
- A. oxycoccana (Packard, 1869)
- A. pallidorbis Diakonoff, 1976
- A. paracinderella Powell, 1964
- A. paradiseana (Walsingham, 1900)
- A. perfundana Kuznetzov, 1962
- A. permutana (Duponchel, 1836) - rozenboogbladroller
- A. phalera (Kuznetzov, 1964)
- A. phanerocrypta Diakonoff, 1973
- A. phantastica Razowski & Yasuda, 1964
- A. phyllosocia Razowski, 2008
- A. placata (Meyrick, 1912)
- A. placidana (Robinson, 1869)
- A. placidus Yasuda & Kawabe, 1980
- A. platynotana (Walsingham, 1900)
- A. porphyrocentra (Meyrick, 1937)
- A. potosiana Razowski & Becker, 2003
- A. praeterita Park & Razowski, 1991
- A. proximana (Caradja, 1927)
- A. ptychogrammos (Zeller, 1875)
- A. pulchella Kawabe, 1963
- A. pulcherrima Razowski, 1971
- A. quadridentana (Walsingham, 1900)
- A. quercinana (Zeller, 1849) - eikenboogbladroller
- A. rantaizana Razowski, 1966
- A. razowskii (Yasuda, 1975)
- A. recula Razowski, 1974
- A. retrusa Razowski, 1993
- A. rhombana (Denis & Schiffermuller, 1775) - gehoekte boogbladroller
- A. robinsoniana (Forbes, 1923)
- A. roscidana (Hübner, 1796)
- A. rosella (Liu & Bai, 1987)
- A. roxana Razowski & Yasuda, 1964
- A. rubi Razowski, 2005
- A. rubrivorella (Filipjev, 1962)
- A. rufana (Denis & Schiffermuller, 1775) - gezoomde boogbladroller
- A. ruwenzorica Razowski, 2005
- A. sagarmathae Trematerra, 2013
- A. sagmatias (Meyrick, 1905)
- A. salicicola Kuznetzov, 1970
- A. santacrucis Obraztsov, 1963
- A. scabrana (Denis & Schiffermuller, 1775) - zwartnekboogbladroller
- A. schalleriana (Linnaeus, 1761) - zuidelijke boogbladroller
- A. schisma Razowski, 2012
- A. semiannula (Robinson, 1869)
- A. semipurpurana (Kearfott, 1905)
- A. semitexta (Meyrick, 1912)
- A. senescens (Zeller, 1874)
- A. shepherdana (Stephens, 1852) - spireaboogbladroller
- A. similis (Filipjev, 1931)
- A. simpliciana (Walsingham, 1879)
- A. sinica (Razowski, 1966)
- A. sinuopterana Liu & Bai, 1993
- A. sinuosaria Razowski, 1964
- A. sordidata Razowski, 1971
- A. sparsana (Denis & Schiffermuller, 1775) - esdoornboogbladroller
- A. stachi (Razowski, 1953)
- A. stadiana (Barnes & Busck, 1920)
- A. stibiana (Snellen, 1883)
- A. strigifera (Filipjev, 1931)
- A. submaccana (Filipjev, 1962)
- A. subnivana (Walker, 1863)
- A. supernova Razowski & Wojtusiak, 2009
- A. tabida Razowski, 1975
- A. taiwana Kawabe, 1992
- A. takeuchii Razowski & Yasuda, 1964
- A. thiana Razowski, 1966
- A. thomasi Razowski, 1990
- A. thylacitis (Meyrick, 1920)
- A. tibetica Razowski, 1964
- A. tigricolor (Walsingham, 1900)
- A. tremewani Razowski, 1964
- A. trujilloana Razowski & Wojtusiak, 2013
- A. tsuifengana Kawabe, 1992
- A. tungurahuae Razowski & Wojtusiak, 2009
- A. tunicatana (Walsingham, 1900)
- A. ulmicola (Meyrick, 1930)
- A. umbrana (Hübner, 1799) - splinterboogbladroller
- A. undulana (Walsingham, 1900)
- A. uniformis (Filipjev, 1931)
- A. variana (Fernald, 1886)
- A. variegana (Denis & Schiffermuller, 1775) - witschouderbladroller
- A. venatana Kawabe, 1992
- A. yasudai Razowski, 1966
- A. yasutoshii Kawabe, 1985
- A. youngana (McDunnough, 1934)
- A. zeta Razowski, 1964
- A. zimmermani (Clarke, 1978)

### Status onduidelijk
- Acleris dumigera
- Acleris excerptana
- Acleris formosana
- Acleris gossypiella
- Acleris hormiophora
- Acleris metallastra
- Acleris pompica
- Acleris septifera